# Live in New York City, Bruce Springsteen & The E Street Band
Live in New York City är ett album av Bruce Springsteen & The E Street Band, utgivet av skivbolaget Columbia Records den 27 mars 2001. 
Albumet är inspelat under The Reunion-turnén (1999-2000) då Springsteen återförenade E Street Band efter att bandet haft uppehåll sedan 1989. En konsertfilm med samma titel gjordes, vilken nominerades till sex Emmys varav den vann två, båda tekniska.
Albumet nådde femte plats på Billboard 200.

## Låtlista
Skiva ett
1. "My Love Will Not Let You Down" - 5:40
2. "Prove It All Night" - 6:18
3. "Two Hearts" - 4:31
4. "Atlantic City" - 6:38
5. "Mansion on the Hill" - 4:21
6. "The River" - 11:17
7. "Youngstown" - 6:18
8. "Murder Incorporated" - 6:09
9. "Badlands" - 5:44
10. "Out in the Street" - 6:41
11. "Born To Run" - 5:56

Skiva två
1. "Tenth Avenue Freeze-Out" - 16:08
2. "Land of Hope and Dreams" - 9:46
3. American Skin (41 Shots) - 8:44
4. "Lost in the Flood" - 7:23
5. "Born in the U.S.A" - 5:45
6. "Don't Look Back" - 3:18
7. "Jungleland" - 10:54
8. "Ramrod" - 6:38
9. "If I Should Fall Behind" - 6:08